# Amsterdamsche Football Club Ajax 1988-1989
Questa voce raccoglie le informazioni riguardanti l'Amsterdamsche Football Club Ajax nelle competizioni ufficiali della stagione 1988-1989.

## Stagione
Questa stagione inizia senza John Bosman, che viene sostituito in attacco dallo svedese Stefan Pettersson, inoltre arriva in prima squadra Frank de Boer e viene acquistato Wim Jonk; in panchina c'è ora Kurt Linder, a cui presto subentra Spitz Kohn.
A differenza delle due ultime esperienze nelle competizioni europee, gli olandesi vengono subito eliminati dalla Coppa UEFA dopo aver perso entrambe le gare con lo Sporting Lisbona. In KNVB beker i Lancieri non riescono a superare il Groningen nei quarti di finale, mentre in campionato arriva il quarto secondo posto consecutivo, sempre alle spalle del PSV. Il 7 giugno 1989 il club viene sconvolto dalla morte del secondo portiere Lloyd Doesburg, che rimane coinvolto nell'incidente del volo Surinam Airways 764.

## Organigramma societario
Fonte
Area direttiva
- Presidente:  Ton Harmsen fino al 31/12/88, poi  Michael van Praag.

Area tecnica
- Allenatore:  Kurt Linder fino al 8/10/88, dal 20/9/88  Spitz Kohn
- Allenatore in seconda: Bobby Harms.

## Rosa
Fonte
| N. |                        | Ruolo | Calciatore     |
| -- | ---------------------- | ----- | -------------- |
|    | Paesi Bassi (bandiera) | P     | Stanley Menzo  |
|    | Paesi Bassi (bandiera) | D     | Danny Blind    |
|    | Paesi Bassi (bandiera) | D     | Frank de Boer  |
|    | Paesi Bassi (bandiera) | D     | Danny Hesp     |
|    | Svezia (bandiera)      | D     | Peter Larsson  |
|    | Paesi Bassi (bandiera) | D     | Marc Verkuijl  |
|    | Paesi Bassi (bandiera) | D     | Frank Verlaat  |
|    | Paesi Bassi (bandiera) | C     | Ronald de Boer |
|    | Paesi Bassi (bandiera) | C     | Wim Jonk       |
|    | Paesi Bassi (bandiera) | C     | Marcel Keizer  |
|    | Paesi Bassi (bandiera) | C     | Arnold Mühren  |

| N. |                        | Ruolo | Calciatore        |
| -- | ---------------------- | ----- | ----------------- |
|    | Paesi Bassi (bandiera) | C     | Arnold Scholten   |
|    | Paesi Bassi (bandiera) | C     | Marciano Vink     |
|    | Paesi Bassi (bandiera) | C     | Aron Winter       |
|    | Paesi Bassi (bandiera) | C     | Richard Witschge  |
|    | Paesi Bassi (bandiera) | C     | Rob Witschge      |
|    | Paesi Bassi (bandiera) | C     | Jan Wouters       |
|    | Paesi Bassi (bandiera) | A     | Dennis Bergkamp   |
|    | Svezia (bandiera)      | A     | Stefan Pettersson |
|    | Paesi Bassi (bandiera) | A     | Bryan Roy         |
|    | Paesi Bassi (bandiera) | A     | John van 't Schip |
|    | Paesi Bassi (bandiera) | A     | Ron Willems       |

## Statistiche

### Statistiche di squadra
| Competizione | Punti | Totale | Totale | Totale | Totale | Totale | Totale |
| Competizione | Punti | G      | V      | N      | P      | Gf     | Gs     |
| ------------ | ----- | ------ | ------ | ------ | ------ | ------ | ------ |
| Eredivisie   | 50    | 34     | 22     | 6      | 6      | 74     | 32     |
| KNVB beker   | -     | 4      | 3      | 0      | 1      | 12     | 5      |
| Coppa UEFA   | -     | 2      | 0      | 0      | 2      | 3      | 6      |
| Totale       |       | 40     | 25     | 6      | 9      | 89     | 43     |

### Statistiche individuali
- Talento dell'anno
  - Bryan Roy